# Carlos Loyzaga
Carlos Loyzaga   (Manila, 29 d'agost de 1930 - San Juan, 27 de gener de 2016), conegut també com a "Caloy", va ser un jugador de bàsquet filipí que va obtenir la medalla de bronze després de participar en el Campionat Mundial de Bàsquet de Rio de Janeiro, Brasil, el 1954. Fins avui és considerat un dels millors esportistes del seu país i del continent asiàtic, en la qual ha fet història d'aquesta disciplina esportiva.

## Fites
Com a judador:
NCAA
- 1951 NCAA Basketball Champions (San Beda College)
- 1952 NCAA Basketball Champions (San Beda College)
- 1955 NCAA Basketball Champions/Zamora Cup Retirement Red Lions San Beda College)

MICAA
- 1954 National Basketball Champions (YCO Painters)
- 1955 National Basketball Champions (YCO Painters)
- 1956 National Basketball Champions (YCO Painters)
- 1957 National Basketball Champions (YCO Painters)
- 1958 National Basketball Champions (YCO Painters)
- 1959 National Basketball Champions (YCO Painters)
- 1960 National Basketball Champions (YCO Painters)
- 1964 MICAA Champions (YCO Painters)

Selecció de bàsquet de les Filipines
- 1951 Asian Games champions
- 1952 Olympic Games, ninth place
- 1954 Asian Games champions
- 1954 FIBA World Championship bronze medalist
  - FIBA World Championship All-Star Mythical Five (1954)
- 1956 Olympic Games, seventh place
- 1958 Asian Games champions
- 1959 FIBA World Championship, eighth place
- 1960 FIBA Asia Championship champions
  - FIBA Asia Championship All-Star Mythical Five (1960)
- 1962 Asian Games champions
- 1963 FIBA Asia Championship champions

Com a entrenador:
- 1967 FIBA Asia champions
- 1968 Olympic Games, 13th place

## Publicacions
- Bocobo, Christian and Celis, Beth, "Legends and Heroes of Philippine Basketball", (Filipines, 2004)
- Dela Cruz, Juan, "Book of Pinoy Facts and Records", (National Bookstore, Mandaluyong City, Filipines, 2004)